# París-Niça 2022
La París-Niça 2022 fou la 80a edició de la cursa ciclista per etapes París-Niça. La cursa es disputà entre el 6 i el 13 de març de 2022 sobre un recorregut de 1.196,6 quilòmetres, repartits entre vuit etapes. La cursa formava part de UCI World Tour 2022.
La cursa va ser dominada de cap a fi pels ciclistes de l'equip Jumbo-Visma. Christophe Laporte va liderar la cursa les tres primeres etapes, el seguí Wout Van Aert i finalment Primož Roglič acabà guanyat la cursa, tot i que en la darrera etapa Simon Yates el posà contra les cordes amb un atac en l'ascensió al coll d'Eze. Finalment Yates (Team BikeExchange-Jayco) ocupà la segona posició final de la classificació i Daniel Martínez (Ineos Grenadiers) la tercera.

## Equips
Vint-i-dos equips prendran part en aquesta edició de la París-Niça, els 18 equips World Tour i quatre equips UCI ProTeams.
| WorldTeams (18)- AG2R Citroën Team - Astana Qazaqstan Team - Bahrain Victorious - BikeExchange-Jayco - Bora-Hansgrohe - Cofidis - Team DSM - EF Education-EasyPost - Groupama-FDJ - Ineos Grenadiers - Intermarché-Wanty-Gobert Matériaux - Israel-Premier Tech - Jumbo-Visma - Lotto-Soudal - Movistar Team - Quick-Step Alpha Vinyl - Trek-Segafredo - UAE Team Emirates ProTeams (4)- Alpecin-Fenix - Arkéa-Samsic - B&B Hotels-KTM - TotalEnergies |
| |

## Etapes
| Etapa    | Data       | Ciutats d'etapa                                      | type                      | Distància (km) | Desnivell (m) | Vencedor de l'etapa | Líder de la general |
| -------- | ---------- | ---------------------------------------------------- | ------------------------- | -------------- | ------------- | ------------------- | ------------------- |
| 1a etapa | 6 de març  | Mantes-la-Ville – Mantes-la-Ville                    | etapa plana               | 159,8          | 1.723 m       | Christophe Laporte  | Christophe Laporte  |
| 2a etapa | 7 de març  | Auffargis – Orleans                                  | etapa plana               | 159,2          | 707 m         | Fabio Jakobsen      | Christophe Laporte  |
| 3a etapa | 8 de març  | Vierzon – Dun                                        | etapa accidentada         | 190,8          | 1.929 m       | Mads Pedersen       | Christophe Laporte  |
| 4a etapa | 9 de març  | Domairat – Montluçon                                 | contrarellotge individual | 13,4           | 188 m         | Wout van Aert       | Wout van Aert       |
| 5a etapa | 10 de març | Saint-Just-Saint-Rambert – Sant Sauvador de Montagut | etapa de muntanya         | 188,8          | 3.408 m       | Brandon McNulty     | Primož Roglič       |
| 6a etapa | 11 de març | Corteson – Aubanha                                   | etapa accidentada         | 213,6          | 2.878 m       | Mathieu Burgaudeau  | Primož Roglič       |
| 7a etapa | 12 de març | Niça – Còl de Turini                                 | etapa de muntanya         | 155,4          | 3.582 m       | Primož Roglič       | Primož Roglič       |
| 8a etapa | 13 de març | Niça – Niça                                          | etapa de muntanya         | 115,6          | 2.436 m       | Simon Yates         | Primož Roglič       |

### 1a etapa
Mantes-la-Ville - Mantes-la-Ville, 6 de març, 159,8 km
| \| Classificació de l'etapa \| Classificació de l'etapa \| Classificació de l'etapa \| Classificació de l'etapa \| Classificació de l'etapa \| \| Corredor \| Corredor \| Equip \| Temps \| \| \| ------------------------ \| ------------------------ \| ---------------------------------- \| ------------------------ \| ------------------------ \| \| 1r \| Christophe Laporte \| Jumbo-Visma \| 3h 48' 38" \| \| \| 2n \| Primož Roglič \| Jumbo-Visma \| + 0" \| \| \| 3r \| Wout van Aert \| Jumbo-Visma \| + 0" \| \| \| 4t \| Pierre Latour \| TotalEnergies \| + 19" \| \| \| 5è \| Mads Pedersen \| Trek-Segafredo \| + 22" \| \| \| 6è \| Biniam Girmay \| Intermarché-Wanty-Gobert Matériaux \| + 22" \| \| \| 7è \| Iván García Cortina \| Movistar Team \| + 22" \| \| \| 8è \| Fred Wright \| Bahrain Victorious \| + 22" \| \| \| 9è \| Jasper Philipsen \| Alpecin-Fenix \| + 22" \| \| \| 10è \| Florian Sénéchal \| Quick-Step Alpha Vinyl \| + 22" \| \| |                     |                                    |            |
| |                     |                                    |            |
| Font: ProCyclingStats |                     |                                    |            |
| Classificació de l'etapa |                     |                                    |            |
| Corredor | Corredor            | Equip                              | Temps      |
| 1r | Christophe Laporte  | Jumbo-Visma                        | 3h 48' 38" |
| 2n | Primož Roglič       | Jumbo-Visma                        | + 0"       |
| 3r | Wout van Aert       | Jumbo-Visma                        | + 0"       |
| 4t | Pierre Latour       | TotalEnergies                      | + 19"      |
| 5è | Mads Pedersen       | Trek-Segafredo                     | + 22"      |
| 6è | Biniam Girmay       | Intermarché-Wanty-Gobert Matériaux | + 22"      |
| 7è | Iván García Cortina | Movistar Team                      | + 22"      |
| 8è | Fred Wright         | Bahrain Victorious                 | + 22"      |
| 9è | Jasper Philipsen    | Alpecin-Fenix                      | + 22"      |
| 10è | Florian Sénéchal    | Quick-Step Alpha Vinyl             | + 22"      |

| \| Classificació general \| Classificació general \| Classificació general \| Classificació general \| Classificació general \| \| Corredor \| Corredor \| Equip \| Temps \| \| \| --------------------- \| --------------------- \| ---------------------------------- \| --------------------- \| --------------------- \| \| 1r \| Christophe Laporte \| Jumbo-Visma \| 3h 48' 28" \| \| \| 2n \| Primož Roglič \| Jumbo-Visma \| + 4" \| \| \| 3r \| Wout van Aert \| Jumbo-Visma \| + 6" \| \| \| 4t \| Pierre Latour \| TotalEnergies \| + 29" \| \| \| 5è \| Mads Pedersen \| Trek-Segafredo \| + 32" \| \| \| 6è \| Biniam Girmay \| Intermarché-Wanty-Gobert Matériaux \| + 32" \| \| \| 7è \| Iván García Cortina \| Movistar Team \| + 32" \| \| \| 8è \| Fred Wright \| Bahrain Victorious \| + 32" \| \| \| 9è \| Jasper Philipsen \| Alpecin-Fenix \| + 32" \| \| \| 10è \| Florian Sénéchal \| Quick-Step Alpha Vinyl \| + 32" \| \| |                     |                                    |            |
| |                     |                                    |            |
| Font: ProCyclingStats |                     |                                    |            |
| Classificació general |                     |                                    |            |
| Corredor | Corredor            | Equip                              | Temps      |
| 1r | Christophe Laporte  | Jumbo-Visma                        | 3h 48' 28" |
| 2n | Primož Roglič       | Jumbo-Visma                        | + 4"       |
| 3r | Wout van Aert       | Jumbo-Visma                        | + 6"       |
| 4t | Pierre Latour       | TotalEnergies                      | + 29"      |
| 5è | Mads Pedersen       | Trek-Segafredo                     | + 32"      |
| 6è | Biniam Girmay       | Intermarché-Wanty-Gobert Matériaux | + 32"      |
| 7è | Iván García Cortina | Movistar Team                      | + 32"      |
| 8è | Fred Wright         | Bahrain Victorious                 | + 32"      |
| 9è | Jasper Philipsen    | Alpecin-Fenix                      | + 32"      |
| 10è | Florian Sénéchal    | Quick-Step Alpha Vinyl             | + 32"      |

### 2a etapa
Auffargis - Orleans, 7 de març, 166 km
| \| Classificació de l'etapa \| Classificació de l'etapa \| Classificació de l'etapa \| Classificació de l'etapa \| Classificació de l'etapa \| \| Corredor \| Corredor \| Equip \| Temps \| \| \| ------------------------ \| -------------------------- \| ------------------------ \| ------------------------ \| ------------------------ \| \| 1r \| Fabio Jakobsen \| Quick-Step Alpha Vinyl \| 3h 22' 54" \| \| \| 2n \| Wout van Aert \| Jumbo-Visma \| + 0" \| \| \| 3r \| Christophe Laporte \| Jumbo-Visma \| + 0" \| \| \| 4t \| Luka Mezgec \| BikeExchange-Jayco \| + 0" \| \| \| 5è \| Mads Pedersen \| Trek-Segafredo \| + 0" \| \| \| 6è \| Jasper Stuyven \| Trek-Segafredo \| + 0" \| \| \| 7è \| Luca Mozzato \| B&B Hotels-KTM \| + 0" \| \| \| 8è \| Sebastián Molano Benavides \| UAE Team Emirates \| + 0" \| \| \| 9è \| Oliver Naesen \| AG2R Citroën Team \| + 0" \| \| \| 10è \| Cees Bol \| Team DSM \| + 0" \| \| |                            |                        |            |
| |                            |                        |            |
| Font: ProCyclingStats |                            |                        |            |
| Classificació de l'etapa |                            |                        |            |
| Corredor | Corredor                   | Equip                  | Temps      |
| 1r | Fabio Jakobsen             | Quick-Step Alpha Vinyl | 3h 22' 54" |
| 2n | Wout van Aert              | Jumbo-Visma            | + 0"       |
| 3r | Christophe Laporte         | Jumbo-Visma            | + 0"       |
| 4t | Luka Mezgec                | BikeExchange-Jayco     | + 0"       |
| 5è | Mads Pedersen              | Trek-Segafredo         | + 0"       |
| 6è | Jasper Stuyven             | Trek-Segafredo         | + 0"       |
| 7è | Luca Mozzato               | B&B Hotels-KTM         | + 0"       |
| 8è | Sebastián Molano Benavides | UAE Team Emirates      | + 0"       |
| 9è | Oliver Naesen              | AG2R Citroën Team      | + 0"       |
| 10è | Cees Bol                   | Team DSM               | + 0"       |

| \| Classificació general \| Classificació general \| Classificació general \| Classificació general \| Classificació general \| \| Corredor \| Corredor \| Equip \| Temps \| \| \| --------------------- \| --------------------- \| ---------------------- \| --------------------- \| --------------------- \| \| 1r \| Christophe Laporte \| Jumbo-Visma \| 7h 11' 15" \| \| \| 2n \| Wout van Aert \| Jumbo-Visma \| + 5" \| \| \| 3r \| Primož Roglič \| Jumbo-Visma \| + 11" \| \| \| 4t \| Pierre Latour \| TotalEnergies \| + 36" \| \| \| 5è \| Zdeněk Štybar \| Quick-Step Alpha Vinyl \| + 38" \| \| \| 6è \| Mads Pedersen \| Trek-Segafredo \| + 39" \| \| \| 7è \| Jasper Stuyven \| Trek-Segafredo \| + 39" \| \| \| 8è \| Florian Sénéchal \| Quick-Step Alpha Vinyl \| + 39" \| \| \| 9è \| Bryan Coquard \| Cofidis \| + 39" \| \| \| 10è \| Aleksandr Vlàssov \| Bora-Hansgrohe \| + 39" \| \| |                    |                        |            |
| |                    |                        |            |
| Font: ProCyclingStats |                    |                        |            |
| Classificació general |                    |                        |            |
| Corredor | Corredor           | Equip                  | Temps      |
| 1r | Christophe Laporte | Jumbo-Visma            | 7h 11' 15" |
| 2n | Wout van Aert      | Jumbo-Visma            | + 5"       |
| 3r | Primož Roglič      | Jumbo-Visma            | + 11"      |
| 4t | Pierre Latour      | TotalEnergies          | + 36"      |
| 5è | Zdeněk Štybar      | Quick-Step Alpha Vinyl | + 38"      |
| 6è | Mads Pedersen      | Trek-Segafredo         | + 39"      |
| 7è | Jasper Stuyven     | Trek-Segafredo         | + 39"      |
| 8è | Florian Sénéchal   | Quick-Step Alpha Vinyl | + 39"      |
| 9è | Bryan Coquard      | Cofidis                | + 39"      |
| 10è | Aleksandr Vlàssov  | Bora-Hansgrohe         | + 39"      |

### 3a etapa
Vierzon - Dun, 8 de març, 190,8 km
| \| Classificació de l'etapa \| Classificació de l'etapa \| Classificació de l'etapa \| Classificació de l'etapa \| Classificació de l'etapa \| \| Corredor \| Corredor \| Equip \| Temps \| \| \| ------------------------ \| -------------------------- \| ---------------------------------- \| ------------------------ \| ------------------------ \| \| 1r \| Mads Pedersen \| Trek-Segafredo \| 4h 23' 29" \| \| \| 2n \| Bryan Coquard \| Cofidis \| + 0" \| \| \| 3r \| Wout van Aert \| Jumbo-Visma \| + 0" \| \| \| 4t \| Jasper Philipsen \| Alpecin-Fenix \| + 0" \| \| \| 5è \| Anthony Turgis \| TotalEnergies \| + 0" \| \| \| 6è \| Biniam Girmay \| Intermarché-Wanty-Gobert Matériaux \| + 0" \| \| \| 7è \| Fred Wright \| Bahrain Victorious \| + 0" \| \| \| 8è \| Danny van Poppel \| Bora-Hansgrohe \| + 0" \| \| \| 9è \| Ethan Hayter \| Ineos Grenadiers \| + 0" \| \| \| 10è \| Sebastián Molano Benavides \| UAE Team Emirates \| + 0" \| \| |                            |                                    |            |
| |                            |                                    |            |
| Font: ProCyclingStats |                            |                                    |            |
| Classificació de l'etapa |                            |                                    |            |
| Corredor | Corredor                   | Equip                              | Temps      |
| 1r | Mads Pedersen              | Trek-Segafredo                     | 4h 23' 29" |
| 2n | Bryan Coquard              | Cofidis                            | + 0"       |
| 3r | Wout van Aert              | Jumbo-Visma                        | + 0"       |
| 4t | Jasper Philipsen           | Alpecin-Fenix                      | + 0"       |
| 5è | Anthony Turgis             | TotalEnergies                      | + 0"       |
| 6è | Biniam Girmay              | Intermarché-Wanty-Gobert Matériaux | + 0"       |
| 7è | Fred Wright                | Bahrain Victorious                 | + 0"       |
| 8è | Danny van Poppel           | Bora-Hansgrohe                     | + 0"       |
| 9è | Ethan Hayter               | Ineos Grenadiers                   | + 0"       |
| 10è | Sebastián Molano Benavides | UAE Team Emirates                  | + 0"       |

| \| Classificació general \| Classificació general \| Classificació general \| Classificació general \| Classificació general \| \| Corredor \| Corredor \| Equip \| Temps \| \| \| --------------------- \| --------------------- \| ---------------------- \| --------------------- \| --------------------- \| \| 1r \| Christophe Laporte \| Jumbo-Visma \| 11h 34' 44" \| \| \| 2n \| Wout van Aert \| Jumbo-Visma \| + 1" \| \| \| 3r \| Primož Roglič \| Jumbo-Visma \| + 9" \| \| \| 4t \| Mads Pedersen \| Trek-Segafredo \| + 29" \| \| \| 5è \| Bryan Coquard \| Cofidis \| + 33" \| \| \| 6è \| Pierre Latour \| TotalEnergies \| + 33" \| \| \| 7è \| Zdeněk Štybar \| Quick-Step Alpha Vinyl \| + 38" \| \| \| 8è \| Jasper Stuyven \| Trek-Segafredo \| + 38" \| \| \| 9è \| Aleksandr Vlàssov \| Bora-Hansgrohe \| + 39" \| \| \| 10è \| Florian Sénéchal \| Quick-Step Alpha Vinyl \| + 39" \| \| |                    |                        |             |
| |                    |                        |             |
| Font: ProCyclingStats |                    |                        |             |
| Classificació general |                    |                        |             |
| Corredor | Corredor           | Equip                  | Temps       |
| 1r | Christophe Laporte | Jumbo-Visma            | 11h 34' 44" |
| 2n | Wout van Aert      | Jumbo-Visma            | + 1"        |
| 3r | Primož Roglič      | Jumbo-Visma            | + 9"        |
| 4t | Mads Pedersen      | Trek-Segafredo         | + 29"       |
| 5è | Bryan Coquard      | Cofidis                | + 33"       |
| 6è | Pierre Latour      | TotalEnergies          | + 33"       |
| 7è | Zdeněk Štybar      | Quick-Step Alpha Vinyl | + 38"       |
| 8è | Jasper Stuyven     | Trek-Segafredo         | + 38"       |
| 9è | Aleksandr Vlàssov  | Bora-Hansgrohe         | + 39"       |
| 10è | Florian Sénéchal   | Quick-Step Alpha Vinyl | + 39"       |

### 4a etapa
Domairac - Montleçon, 9 de març, 13,4 km
| \| Classificació de l'etapa \| Classificació de l'etapa \| Classificació de l'etapa \| Classificació de l'etapa \| Classificació de l'etapa \| \| Corredor \| Corredor \| Equip \| Temps \| \| \| ------------------------ \| ------------------------ \| ------------------------ \| ------------------------ \| ------------------------ \| \| 1r \| Wout van Aert \| Jumbo-Visma \| 16' 20" \| \| \| 2n \| Primož Roglič \| Jumbo-Visma \| + 2" \| \| \| 3r \| Rohan Dennis \| Jumbo-Visma \| + 6" \| \| \| 4t \| Stefan Küng \| Groupama-FDJ \| + 10" \| \| \| 5è \| Simon Yates \| BikeExchange-Jayco \| + 11" \| \| \| 6è \| Ethan Hayter \| Ineos Grenadiers \| + 14" \| \| \| 7è \| Pierre Latour \| TotalEnergies \| + 19" \| \| \| 8è \| Stefan Bissegger \| EF Education-EasyPost \| + 21" \| \| \| 9è \| Mads Pedersen \| Trek-Segafredo \| + 25" \| \| \| 10è \| Daniel Martínez Poveda \| Ineos Grenadiers \| + 28" \| \| |                        |                       |         |
| |                        |                       |         |
| Font: ProCyclingStats |                        |                       |         |
| Classificació de l'etapa |                        |                       |         |
| Corredor | Corredor               | Equip                 | Temps   |
| 1r | Wout van Aert          | Jumbo-Visma           | 16' 20" |
| 2n | Primož Roglič          | Jumbo-Visma           | + 2"    |
| 3r | Rohan Dennis           | Jumbo-Visma           | + 6"    |
| 4t | Stefan Küng            | Groupama-FDJ          | + 10"   |
| 5è | Simon Yates            | BikeExchange-Jayco    | + 11"   |
| 6è | Ethan Hayter           | Ineos Grenadiers      | + 14"   |
| 7è | Pierre Latour          | TotalEnergies         | + 19"   |
| 8è | Stefan Bissegger       | EF Education-EasyPost | + 21"   |
| 9è | Mads Pedersen          | Trek-Segafredo        | + 25"   |
| 10è | Daniel Martínez Poveda | Ineos Grenadiers      | + 28"   |

| \| Classificació general \| Classificació general \| Classificació general \| Classificació general \| Classificació general \| \| Corredor \| Corredor \| Equip \| Temps \| \| \| --------------------- \| ---------------------- \| --------------------- \| --------------------- \| --------------------- \| \| 1r \| Wout van Aert \| Jumbo-Visma \| 11h 51' 05" \| \| \| 2n \| Primož Roglič \| Jumbo-Visma \| + 10" \| \| \| 3r \| Christophe Laporte \| Jumbo-Visma \| + 28" \| \| \| 4t \| Simon Yates \| BikeExchange-Jayco \| + 49" \| \| \| 5è \| Pierre Latour \| TotalEnergies \| + 51" \| \| \| 6è \| Mads Pedersen \| Trek-Segafredo \| + 53" \| \| \| 7è \| Daniel Martínez Poveda \| Ineos Grenadiers \| + 1' 06" \| \| \| 8è \| Aleksandr Vlàssov \| Bora-Hansgrohe \| + 1' 09" \| \| \| 9è \| Stefan Bissegger \| EF Education-EasyPost \| + 1' 13" \| \| \| 10è \| Søren Kragh Andersen \| Team DSM \| + 1' 19" \| \| |                        |                       |             |
| |                        |                       |             |
| Font: ProCyclingStats |                        |                       |             |
| Classificació general |                        |                       |             |
| Corredor | Corredor               | Equip                 | Temps       |
| 1r | Wout van Aert          | Jumbo-Visma           | 11h 51' 05" |
| 2n | Primož Roglič          | Jumbo-Visma           | + 10"       |
| 3r | Christophe Laporte     | Jumbo-Visma           | + 28"       |
| 4t | Simon Yates            | BikeExchange-Jayco    | + 49"       |
| 5è | Pierre Latour          | TotalEnergies         | + 51"       |
| 6è | Mads Pedersen          | Trek-Segafredo        | + 53"       |
| 7è | Daniel Martínez Poveda | Ineos Grenadiers      | + 1' 06"    |
| 8è | Aleksandr Vlàssov      | Bora-Hansgrohe        | + 1' 09"    |
| 9è | Stefan Bissegger       | EF Education-EasyPost | + 1' 13"    |
| 10è | Søren Kragh Andersen   | Team DSM              | + 1' 19"    |

### 5a etapa
Saint-Just-Saint-Rambert - Sant Sauvador de Montagut, 10 de març, 188,8 km
| \| Classificació de l'etapa \| Classificació de l'etapa \| Classificació de l'etapa \| Classificació de l'etapa \| Classificació de l'etapa \| \| Corredor \| Corredor \| Equip \| Temps \| \| \| ------------------------ \| ------------------------ \| ------------------------ \| ------------------------ \| ------------------------ \| \| 1r \| Brandon McNulty \| UAE Team Emirates \| 4h 53' 30" \| \| \| 2n \| Franck Bonnamour \| B&B Hotels-KTM \| + 1' 58" \| \| \| 3r \| Matteo Jorgenson \| Movistar Team \| + 1' 58" \| \| \| 4t \| Harm Vanhoucke \| Lotto-Soudal \| + 2' 30" \| \| \| 5è \| Laurent Pichon \| Arkéa-Samsic \| + 4' 01" \| \| \| 6è \| Anthony Turgis \| TotalEnergies \| + 4' 02" \| \| \| 7è \| Valentin Madouas \| Groupama-FDJ \| + 4' 57" \| \| \| 8è \| Owain Doull \| EF Education-EasyPost \| + 4' 57" \| \| \| 9è \| Pierre Latour \| TotalEnergies \| + 5' 43" \| \| \| 10è \| Quentin Pacher \| Groupama-FDJ \| + 5' 43" \| \| |                  |                       |            |
| |                  |                       |            |
| Font: ProCyclingStats |                  |                       |            |
| Classificació de l'etapa |                  |                       |            |
| Corredor | Corredor         | Equip                 | Temps      |
| 1r | Brandon McNulty  | UAE Team Emirates     | 4h 53' 30" |
| 2n | Franck Bonnamour | B&B Hotels-KTM        | + 1' 58"   |
| 3r | Matteo Jorgenson | Movistar Team         | + 1' 58"   |
| 4t | Harm Vanhoucke   | Lotto-Soudal          | + 2' 30"   |
| 5è | Laurent Pichon   | Arkéa-Samsic          | + 4' 01"   |
| 6è | Anthony Turgis   | TotalEnergies         | + 4' 02"   |
| 7è | Valentin Madouas | Groupama-FDJ          | + 4' 57"   |
| 8è | Owain Doull      | EF Education-EasyPost | + 4' 57"   |
| 9è | Pierre Latour    | TotalEnergies         | + 5' 43"   |
| 10è | Quentin Pacher   | Groupama-FDJ          | + 5' 43"   |

| \| Classificació general \| Classificació general \| Classificació general \| Classificació general \| Classificació general \| \| Corredor \| Corredor \| Equip \| Temps \| \| \| --------------------- \| ---------------------- \| --------------------- \| --------------------- \| --------------------- \| \| 1r \| Primož Roglič \| Jumbo-Visma \| 16h 50' 28" \| \| \| 2n \| Simon Yates \| BikeExchange-Jayco \| + 39" \| \| \| 3r \| Pierre Latour \| TotalEnergies \| + 41" \| \| \| 4t \| Daniel Martínez Poveda \| Ineos Grenadiers \| + 56" \| \| \| 5è \| Aleksandr Vlàssov \| Bora-Hansgrohe \| + 59" \| \| \| 6è \| Adam Yates \| Ineos Grenadiers \| + 1' 11" \| \| \| 7è \| Søren Kragh Andersen \| Team DSM \| + 1' 26" \| \| \| 8è \| Jack Haig \| Bahrain Victorious \| + 1' 35" \| \| \| 9è \| Nairo Quintana Rojas \| Arkéa-Samsic \| + 1' 45" \| \| \| 10è \| Ion Izagirre Insausti \| Cofidis \| + 2' 01" \| \| |                        |                    |             |
| |                        |                    |             |
| Font: ProCyclingStats |                        |                    |             |
| Classificació general |                        |                    |             |
| Corredor | Corredor               | Equip              | Temps       |
| 1r | Primož Roglič          | Jumbo-Visma        | 16h 50' 28" |
| 2n | Simon Yates            | BikeExchange-Jayco | + 39"       |
| 3r | Pierre Latour          | TotalEnergies      | + 41"       |
| 4t | Daniel Martínez Poveda | Ineos Grenadiers   | + 56"       |
| 5è | Aleksandr Vlàssov      | Bora-Hansgrohe     | + 59"       |
| 6è | Adam Yates             | Ineos Grenadiers   | + 1' 11"    |
| 7è | Søren Kragh Andersen   | Team DSM           | + 1' 26"    |
| 8è | Jack Haig              | Bahrain Victorious | + 1' 35"    |
| 9è | Nairo Quintana Rojas   | Arkéa-Samsic       | + 1' 45"    |
| 10è | Ion Izagirre Insausti  | Cofidis            | + 2' 01"    |

### 6a etapa
Corteson - Aubanha, 11 de març, 213,6 km
| \| Classificació de l'etapa \| Classificació de l'etapa \| Classificació de l'etapa \| Classificació de l'etapa \| Classificació de l'etapa \| \| Corredor \| Corredor \| Equip \| Temps \| \| \| ------------------------ \| ------------------------ \| ---------------------------------- \| ------------------------ \| ------------------------ \| \| 1r \| Mathieu Burgaudeau \| TotalEnergies \| 5h 33' 06" \| \| \| 2n \| Mads Pedersen \| Trek-Segafredo \| + 0" \| \| \| 3r \| Wout van Aert \| Jumbo-Visma \| + 0" \| \| \| 4t \| Biniam Girmay \| Intermarché-Wanty-Gobert Matériaux \| + 0" \| \| \| 5è \| Bryan Coquard \| Cofidis \| + 0" \| \| \| 6è \| Luka Mezgec \| BikeExchange-Jayco \| + 0" \| \| \| 7è \| Iván García Cortina \| Movistar Team \| + 0" \| \| \| 8è \| Dorian Godon \| AG2R Citroën Team \| + 0" \| \| \| 9è \| Florian Sénéchal \| Quick-Step Alpha Vinyl \| + 0" \| \| \| 10è \| Luca Mozzato \| B&B Hotels-KTM \| + 0" \| \| |                     |                                    |            |
| |                     |                                    |            |
| Font: ProCyclingStats |                     |                                    |            |
| Classificació de l'etapa |                     |                                    |            |
| Corredor | Corredor            | Equip                              | Temps      |
| 1r | Mathieu Burgaudeau  | TotalEnergies                      | 5h 33' 06" |
| 2n | Mads Pedersen       | Trek-Segafredo                     | + 0"       |
| 3r | Wout van Aert       | Jumbo-Visma                        | + 0"       |
| 4t | Biniam Girmay       | Intermarché-Wanty-Gobert Matériaux | + 0"       |
| 5è | Bryan Coquard       | Cofidis                            | + 0"       |
| 6è | Luka Mezgec         | BikeExchange-Jayco                 | + 0"       |
| 7è | Iván García Cortina | Movistar Team                      | + 0"       |
| 8è | Dorian Godon        | AG2R Citroën Team                  | + 0"       |
| 9è | Florian Sénéchal    | Quick-Step Alpha Vinyl             | + 0"       |
| 10è | Luca Mozzato        | B&B Hotels-KTM                     | + 0"       |

| \| Classificació general \| Classificació general \| Classificació general \| Classificació general \| Classificació general \| \| Corredor \| Corredor \| Equip \| Temps \| \| \| --------------------- \| ---------------------- \| --------------------- \| --------------------- \| --------------------- \| \| 1r \| Primož Roglič \| Jumbo-Visma \| 22h 23' 34" \| \| \| 2n \| Simon Yates \| BikeExchange-Jayco \| + 39" \| \| \| 3r \| Pierre Latour \| TotalEnergies \| + 41" \| \| \| 4t \| Daniel Martínez Poveda \| Ineos Grenadiers \| + 56" \| \| \| 5è \| Aleksandr Vlàssov \| Bora-Hansgrohe \| + 59" \| \| \| 6è \| Adam Yates \| Ineos Grenadiers \| + 1' 11" \| \| \| 7è \| Søren Kragh Andersen \| Team DSM \| + 1' 26" \| \| \| 8è \| Jack Haig \| Bahrain Victorious \| + 1' 35" \| \| \| 9è \| Nairo Quintana Rojas \| Arkéa-Samsic \| + 1' 45" \| \| \| 10è \| Ion Izagirre Insausti \| Cofidis \| + 2' 01" \| \| |                        |                    |             |
| |                        |                    |             |
| Font: ProCyclingStats |                        |                    |             |
| Classificació general |                        |                    |             |
| Corredor | Corredor               | Equip              | Temps       |
| 1r | Primož Roglič          | Jumbo-Visma        | 22h 23' 34" |
| 2n | Simon Yates            | BikeExchange-Jayco | + 39"       |
| 3r | Pierre Latour          | TotalEnergies      | + 41"       |
| 4t | Daniel Martínez Poveda | Ineos Grenadiers   | + 56"       |
| 5è | Aleksandr Vlàssov      | Bora-Hansgrohe     | + 59"       |
| 6è | Adam Yates             | Ineos Grenadiers   | + 1' 11"    |
| 7è | Søren Kragh Andersen   | Team DSM           | + 1' 26"    |
| 8è | Jack Haig              | Bahrain Victorious | + 1' 35"    |
| 9è | Nairo Quintana Rojas   | Arkéa-Samsic       | + 1' 45"    |
| 10è | Ion Izagirre Insausti  | Cofidis            | + 2' 01"    |

### 7a etapa
Niça - Coll de Turini, 12 de març, 155,4 km
| \| Classificació de l'etapa \| Classificació de l'etapa \| Classificació de l'etapa \| Classificació de l'etapa \| Classificació de l'etapa \| \| Corredor \| Corredor \| Equip \| Temps \| \| \| ------------------------ \| ------------------------ \| ------------------------ \| ------------------------ \| ------------------------ \| \| 1r \| Primož Roglič \| Jumbo-Visma \| 4h 02' 47" \| \| \| 2n \| Daniel Martínez Poveda \| Ineos Grenadiers \| + 0" \| \| \| 3r \| Simon Yates \| BikeExchange-Jayco \| + 2" \| \| \| 4t \| Nairo Quintana Rojas \| Arkéa-Samsic \| + 9" \| \| \| 5è \| João Almeida \| UAE Team Emirates \| + 11" \| \| \| 6è \| Brandon McNulty \| UAE Team Emirates \| + 25" \| \| \| 7è \| Jack Haig \| Bahrain Victorious \| + 27" \| \| \| 8è \| Adam Yates \| Ineos Grenadiers \| + 29" \| \| \| 9è \| Guillaume Martin \| Cofidis \| + 44" \| \| \| 10è \| Wout Poels \| Bahrain Victorious \| + 56" \| \| |                        |                    |            |
| |                        |                    |            |
| Font: ProCyclingStats |                        |                    |            |
| Classificació de l'etapa |                        |                    |            |
| Corredor | Corredor               | Equip              | Temps      |
| 1r | Primož Roglič          | Jumbo-Visma        | 4h 02' 47" |
| 2n | Daniel Martínez Poveda | Ineos Grenadiers   | + 0"       |
| 3r | Simon Yates            | BikeExchange-Jayco | + 2"       |
| 4t | Nairo Quintana Rojas   | Arkéa-Samsic       | + 9"       |
| 5è | João Almeida           | UAE Team Emirates  | + 11"      |
| 6è | Brandon McNulty        | UAE Team Emirates  | + 25"      |
| 7è | Jack Haig              | Bahrain Victorious | + 27"      |
| 8è | Adam Yates             | Ineos Grenadiers   | + 29"      |
| 9è | Guillaume Martin       | Cofidis            | + 44"      |
| 10è | Wout Poels             | Bahrain Victorious | + 56"      |

| \| Classificació general \| Classificació general \| Classificació general \| Classificació general \| Classificació general \| \| Corredor \| Corredor \| Equip \| Temps \| \| \| --------------------- \| ---------------------- \| --------------------- \| --------------------- \| --------------------- \| \| 1r \| Primož Roglič \| Jumbo-Visma \| 26h 26' 11" \| \| \| 2n \| Simon Yates \| BikeExchange-Jayco \| + 47" \| \| \| 3r \| Daniel Martínez Poveda \| Ineos Grenadiers \| + 1' 00" \| \| \| 4t \| Adam Yates \| Ineos Grenadiers \| + 1' 50" \| \| \| 5è \| Nairo Quintana Rojas \| Arkéa-Samsic \| + 2' 04" \| \| \| 6è \| Jack Haig \| Bahrain Victorious \| + 2' 12" \| \| \| 7è \| Aleksandr Vlàssov \| Bora-Hansgrohe \| + 2' 22" \| \| \| 8è \| Pierre Latour \| TotalEnergies \| + 2' 56" \| \| \| 9è \| Ion Izagirre Insausti \| Cofidis \| + 3' 13" \| \| \| 10è \| João Almeida \| UAE Team Emirates \| + 3' 29" \| \| |                        |                    |             |
| |                        |                    |             |
| Font: ProCyclingStats |                        |                    |             |
| Classificació general |                        |                    |             |
| Corredor | Corredor               | Equip              | Temps       |
| 1r | Primož Roglič          | Jumbo-Visma        | 26h 26' 11" |
| 2n | Simon Yates            | BikeExchange-Jayco | + 47"       |
| 3r | Daniel Martínez Poveda | Ineos Grenadiers   | + 1' 00"    |
| 4t | Adam Yates             | Ineos Grenadiers   | + 1' 50"    |
| 5è | Nairo Quintana Rojas   | Arkéa-Samsic       | + 2' 04"    |
| 6è | Jack Haig              | Bahrain Victorious | + 2' 12"    |
| 7è | Aleksandr Vlàssov      | Bora-Hansgrohe     | + 2' 22"    |
| 8è | Pierre Latour          | TotalEnergies      | + 2' 56"    |
| 9è | Ion Izagirre Insausti  | Cofidis            | + 3' 13"    |
| 10è | João Almeida           | UAE Team Emirates  | + 3' 29"    |

### 8a etapa
Niça - Niça, 13 de març, 115,6 km
| \| Classificació de l'etapa \| Classificació de l'etapa \| Classificació de l'etapa \| Classificació de l'etapa \| Classificació de l'etapa \| \| Corredor \| Corredor \| Equip \| Temps \| \| \| ------------------------ \| ------------------------ \| ------------------------ \| ------------------------ \| ------------------------ \| \| 1r \| Simon Yates \| BikeExchange-Jayco \| 2h 52' 59" \| \| \| 2n \| Wout van Aert \| Jumbo-Visma \| + 9" \| \| \| 3r \| Primož Roglič \| Jumbo-Visma \| + 9" \| \| \| 4t \| Brandon McNulty \| UAE Team Emirates \| + 1' 44" \| \| \| 5è \| Søren Kragh Andersen \| Team DSM \| + 1' 44" \| \| \| 6è \| Stefan Küng \| Groupama-FDJ \| + 1' 44" \| \| \| 7è \| Aurélien Paret-Peintre \| AG2R Citroën Team \| + 1' 44" \| \| \| 8è \| Adam Yates \| Ineos Grenadiers \| + 1' 44" \| \| \| 9è \| Wout Poels \| Bahrain Victorious \| + 1' 44" \| \| \| 10è \| Ion Izagirre Insausti \| Cofidis \| + 1' 44" \| \| |                        |                    |            |
| |                        |                    |            |
| Font: ProCyclingStats |                        |                    |            |
| Classificació de l'etapa |                        |                    |            |
| Corredor | Corredor               | Equip              | Temps      |
| 1r | Simon Yates            | BikeExchange-Jayco | 2h 52' 59" |
| 2n | Wout van Aert          | Jumbo-Visma        | + 9"       |
| 3r | Primož Roglič          | Jumbo-Visma        | + 9"       |
| 4t | Brandon McNulty        | UAE Team Emirates  | + 1' 44"   |
| 5è | Søren Kragh Andersen   | Team DSM           | + 1' 44"   |
| 6è | Stefan Küng            | Groupama-FDJ       | + 1' 44"   |
| 7è | Aurélien Paret-Peintre | AG2R Citroën Team  | + 1' 44"   |
| 8è | Adam Yates             | Ineos Grenadiers   | + 1' 44"   |
| 9è | Wout Poels             | Bahrain Victorious | + 1' 44"   |
| 10è | Ion Izagirre Insausti  | Cofidis            | + 1' 44"   |

## Classificacions finals

### Classificació general
| \| Classificació general \| Classificació general \| Classificació general \| Classificació general \| Classificació general \| \| Corredor \| Corredor \| Equip \| Temps \| \| \| --------------------- \| ---------------------- \| --------------------- \| --------------------- \| --------------------- \| \| 1r \| Primož Roglič \| Jumbo-Visma \| 29h 19' 15" \| \| \| 2n \| Simon Yates \| BikeExchange-Jayco \| + 29" \| \| \| 3r \| Daniel Martínez Poveda \| Ineos Grenadiers \| + 2' 37" \| \| \| 4t \| Adam Yates \| Ineos Grenadiers \| + 3' 29" \| \| \| 5è \| Nairo Quintana Rojas \| Arkéa-Samsic \| + 3' 43" \| \| \| 6è \| Jack Haig \| Bahrain Victorious \| + 3' 51" \| \| \| 7è \| Ion Izagirre Insausti \| Cofidis \| + 4' 52" \| \| \| 8è \| João Almeida \| UAE Team Emirates \| + 5' 43" \| \| \| 9è \| Guillaume Martin \| Cofidis \| + 5' 48" \| \| \| 10è \| Aurélien Paret-Peintre \| AG2R Citroën Team \| + 6' 32" \| \| |                        |                    |             |
| |                        |                    |             |
| Font: ProCyclingStats |                        |                    |             |
| Classificació general |                        |                    |             |
| Corredor | Corredor               | Equip              | Temps       |
| 1r | Primož Roglič          | Jumbo-Visma        | 29h 19' 15" |
| 2n | Simon Yates            | BikeExchange-Jayco | + 29"       |
| 3r | Daniel Martínez Poveda | Ineos Grenadiers   | + 2' 37"    |
| 4t | Adam Yates             | Ineos Grenadiers   | + 3' 29"    |
| 5è | Nairo Quintana Rojas   | Arkéa-Samsic       | + 3' 43"    |
| 6è | Jack Haig              | Bahrain Victorious | + 3' 51"    |
| 7è | Ion Izagirre Insausti  | Cofidis            | + 4' 52"    |
| 8è | João Almeida           | UAE Team Emirates  | + 5' 43"    |
| 9è | Guillaume Martin       | Cofidis            | + 5' 48"    |
| 10è | Aurélien Paret-Peintre | AG2R Citroën Team  | + 6' 32"    |

| Classificació per punts | Classificació per punts | Classificació per punts | Classificació per punts | Classificació per punts |
| Corredor                | Corredor                | Equip                   | Punts                   |                         |
| ----------------------- | ----------------------- | ----------------------- | ----------------------- | ----------------------- |
| 1r                      | Wout van Aert           | Jumbo-Visma             | 72 pts                  |                         |
| 2n                      | Primož Roglič           | Jumbo-Visma             | 50 pts                  |                         |
| 3r                      | Mads Pedersen           | Trek-Segafredo          | 44 pts                  |                         |
| 4t                      | Simon Yates             | BikeExchange-Jayco      | 33 pts                  |                         |
| 5è                      | Brandon McNulty         | UAE Team Emirates       | 31 pts                  |                         |
| 6è                      | Christophe Laporte      | Jumbo-Visma             | 29 pts                  |                         |
| 7è                      | Mathieu Burgaudeau      | TotalEnergies           | 18 pts                  |                         |
| 8è                      | Bryan Coquard           | Cofidis                 | 18 pts                  |                         |
| 9è                      | Pierre Latour           | TotalEnergies           | 16 pts                  |                         |
| 10è                     | Franck Bonnamour        | B&B Hotels-KTM          | 16 pts                  |                         |

| Classificació per punts | Classificació per punts | Classificació per punts | Classificació per punts | Classificació per punts |
| Corredor                | Corredor                | Equip                   | Punts                   |                         |
| ----------------------- | ----------------------- | ----------------------- | ----------------------- | ----------------------- |
| 1r                      | Wout van Aert           | Jumbo-Visma             | 72 pts                  |                         |
| 2n                      | Primož Roglič           | Jumbo-Visma             | 50 pts                  |                         |
| 3r                      | Mads Pedersen           | Trek-Segafredo          | 44 pts                  |                         |
| 4t                      | Simon Yates             | BikeExchange-Jayco      | 33 pts                  |                         |
| 5è                      | Brandon McNulty         | UAE Team Emirates       | 31 pts                  |                         |
| 6è                      | Christophe Laporte      | Jumbo-Visma             | 29 pts                  |                         |
| 7è                      | Mathieu Burgaudeau      | TotalEnergies           | 18 pts                  |                         |
| 8è                      | Bryan Coquard           | Cofidis                 | 18 pts                  |                         |
| 9è                      | Pierre Latour           | TotalEnergies           | 16 pts                  |                         |
| 10è                     | Franck Bonnamour        | B&B Hotels-KTM          | 16 pts                  |                         |

| Classificació de la muntanya | Classificació de la muntanya | Classificació de la muntanya | Classificació de la muntanya | Classificació de la muntanya |
| Corredor                     | Corredor                     | Equip                        | Punts                        |                              |
| ---------------------------- | ---------------------------- | ---------------------------- | ---------------------------- | ---------------------------- |
| 1r                           | Valentin Madouas             | Groupama-FDJ                 | 44 pts                       |                              |
| 2n                           | Wout van Aert                | Jumbo-Visma                  | 24 pts                       |                              |
| 3r                           | Primož Roglič                | Jumbo-Visma                  | 22 pts                       |                              |
| 4t                           | Harm Vanhoucke               | Lotto-Soudal                 | 20 pts                       |                              |
| 5è                           | Simon Yates                  | BikeExchange-Jayco           | 14 pts                       |                              |
| 6è                           | Quentin Pacher               | Groupama-FDJ                 | 13 pts                       |                              |
| 7è                           | Brandon McNulty              | UAE Team Emirates            | 12 pts                       |                              |
| 8è                           | Daniel Martínez Poveda       | Ineos Grenadiers             | 11 pts                       |                              |
| 9è                           | Victor Koretzky              | B&B Hotels-KTM               | 9 pts                        |                              |
| 10è                          | Rohan Dennis                 | Jumbo-Visma                  | 7 pts                        |                              |

| Classificació de la muntanya | Classificació de la muntanya | Classificació de la muntanya | Classificació de la muntanya | Classificació de la muntanya |
| Corredor                     | Corredor                     | Equip                        | Punts                        |                              |
| ---------------------------- | ---------------------------- | ---------------------------- | ---------------------------- | ---------------------------- |
| 1r                           | Valentin Madouas             | Groupama-FDJ                 | 44 pts                       |                              |
| 2n                           | Wout van Aert                | Jumbo-Visma                  | 24 pts                       |                              |
| 3r                           | Primož Roglič                | Jumbo-Visma                  | 22 pts                       |                              |
| 4t                           | Harm Vanhoucke               | Lotto-Soudal                 | 20 pts                       |                              |
| 5è                           | Simon Yates                  | BikeExchange-Jayco           | 14 pts                       |                              |
| 6è                           | Quentin Pacher               | Groupama-FDJ                 | 13 pts                       |                              |
| 7è                           | Brandon McNulty              | UAE Team Emirates            | 12 pts                       |                              |
| 8è                           | Daniel Martínez Poveda       | Ineos Grenadiers             | 11 pts                       |                              |
| 9è                           | Victor Koretzky              | B&B Hotels-KTM               | 9 pts                        |                              |
| 10è                          | Rohan Dennis                 | Jumbo-Visma                  | 7 pts                        |                              |

| Classificació del millor jove | Classificació del millor jove | Classificació del millor jove      | Classificació del millor jove | Classificació del millor jove |
| Corredor                      | Corredor                      | Equip                              | Temps                         |                               |
| ----------------------------- | ----------------------------- | ---------------------------------- | ----------------------------- | ----------------------------- |
| 1r                            | João Almeida                  | UAE Team Emirates                  | 29h 24' 58"                   |                               |
| 2n                            | Andreas Leknessund            | Team DSM                           | + 2' 30"                      |                               |
| 3r                            | Brandon McNulty               | UAE Team Emirates                  | + 4' 22"                      |                               |
| 4t                            | Georg Zimmermann              | Intermarché-Wanty-Gobert Matériaux | + 20' 45"                     |                               |
| 5è                            | Fred Wright                   | Bahrain Victorious                 | + 28' 09"                     |                               |
| 6è                            | Mathieu Burgaudeau            | TotalEnergies                      | + 30' 05"                     |                               |
| 7è                            | Finn Fisher-Black             | UAE Team Emirates                  | + 41' 50"                     |                               |
| 8è                            | Simon Guglielmi               | Arkéa-Samsic                       | + 1h 13' 32"                  |                               |
| 9è                            | Matis Louvel                  | Arkéa-Samsic                       | + 1h 26' 09"                  |                               |
| 10è                           | Tobias Bayer                  | Alpecin-Fenix                      | + 1h 02' 59"                  |                               |

| Classificació del millor jove | Classificació del millor jove | Classificació del millor jove      | Classificació del millor jove | Classificació del millor jove |
| Corredor                      | Corredor                      | Equip                              | Temps                         |                               |
| ----------------------------- | ----------------------------- | ---------------------------------- | ----------------------------- | ----------------------------- |
| 1r                            | João Almeida                  | UAE Team Emirates                  | 29h 24' 58"                   |                               |
| 2n                            | Andreas Leknessund            | Team DSM                           | + 2' 30"                      |                               |
| 3r                            | Brandon McNulty               | UAE Team Emirates                  | + 4' 22"                      |                               |
| 4t                            | Georg Zimmermann              | Intermarché-Wanty-Gobert Matériaux | + 20' 45"                     |                               |
| 5è                            | Fred Wright                   | Bahrain Victorious                 | + 28' 09"                     |                               |
| 6è                            | Mathieu Burgaudeau            | TotalEnergies                      | + 30' 05"                     |                               |
| 7è                            | Finn Fisher-Black             | UAE Team Emirates                  | + 41' 50"                     |                               |
| 8è                            | Simon Guglielmi               | Arkéa-Samsic                       | + 1h 13' 32"                  |                               |
| 9è                            | Matis Louvel                  | Arkéa-Samsic                       | + 1h 26' 09"                  |                               |
| 10è                           | Tobias Bayer                  | Alpecin-Fenix                      | + 1h 02' 59"                  |                               |

| Classificació per equips | Classificació per equips | Classificació per equips | Classificació per equips |
| Equip                    | Equip                    | Temps                    |                          |
| ------------------------ | ------------------------ | ------------------------ | ------------------------ |
| 1r                       | UAE Team Emirates        | 88h 19' 56"              |                          |
| 2n                       | Ineos Grenadiers         | + 7' 32"                 |                          |
| 3r                       | Jumbo-Visma              | + 13' 10"                |                          |
| 4t                       | Bahrain Victorious       | + 20' 33"                |                          |
| 5è                       | Trek-Segafredo           | + 37' 31"                |                          |
| 6è                       | TotalEnergies            | + 38' 40"                |                          |
| 7è                       | Movistar Team            | + 44' 16"                |                          |
| 8è                       | Arkéa-Samsic             | + 49' 51"                |                          |
| 9è                       | Team DSM                 | + 50' 24"                |                          |
| 10è                      | Groupama-FDJ             | + 53' 50"                |                          |

| Classificació per equips | Classificació per equips | Classificació per equips | Classificació per equips |
| Equip                    | Equip                    | Temps                    |                          |
| ------------------------ | ------------------------ | ------------------------ | ------------------------ |
| 1r                       | UAE Team Emirates        | 88h 19' 56"              |                          |
| 2n                       | Ineos Grenadiers         | + 7' 32"                 |                          |
| 3r                       | Jumbo-Visma              | + 13' 10"                |                          |
| 4t                       | Bahrain Victorious       | + 20' 33"                |                          |
| 5è                       | Trek-Segafredo           | + 37' 31"                |                          |
| 6è                       | TotalEnergies            | + 38' 40"                |                          |
| 7è                       | Movistar Team            | + 44' 16"                |                          |
| 8è                       | Arkéa-Samsic             | + 49' 51"                |                          |
| 9è                       | Team DSM                 | + 50' 24"                |                          |
| 10è                      | Groupama-FDJ             | + 53' 50"                |                          |

## Evolució de les classificacions
| Etapa              | Vencedor           | Classificació general | Classificació per punts | Classificació de la muntanya | Classificació dels joves | Classificació per equips | Premi de la combativitat |
| ------------------ | ------------------ | --------------------- | ----------------------- | ---------------------------- | ------------------------ | ------------------------ | ------------------------ |
| 1                  | Christophe Laporte | Christophe Laporte    | Christophe Laporte      | Matthew Holmes               | Biniam Girmay            | Team Jumbo-Visma         | Matthew Holmes           |
| 2                  | Fabio Jakobsen     | Christophe Laporte    | Christophe Laporte      | Matthew Holmes               | Stan Dewulf              | Team Jumbo-Visma         | Philippe Gilbert         |
| 3                  | Mads Pedersen      | Christophe Laporte    | Wout Van Aert           | Matthew Holmes               | Stan Dewulf              | Team Jumbo-Visma         | Alexis Gougeard          |
| 4                  | Wout Van Aert      | Wout Van Aert         | Wout Van Aert           | Matthew Holmes               | Stefan Bissegger         | Team Jumbo-Visma         | no entregat              |
| 5                  | Brandon McNulty    | Primož Roglič         | Wout Van Aert           | Valentin Madouas             | Matteo Jorgenson         | UAE Team Emirates        | Brandon McNulty          |
| 6                  | Mathieu Burgaudeau | Primož Roglič         | Wout Van Aert           | Valentin Madouas             | Matteo Jorgenson         | Team TotalEnergies       | Victor Koretzky          |
| 7                  | Primož Roglič      | Primož Roglič         | Wout Van Aert           | Valentin Madouas             | João Almeida             | UAE Team Emirates        | Gregor Mühlberger        |
| 8                  | Simon Yates        | Primož Roglič         | Wout Van Aert           | Valentin Madouas             | João Almeida             | UAE Team Emirates        | Simon Yates              |
| Classements finals | Classements finals | Primož Roglič         | Wout Van Aert           | Valentin Madouas             | João Almeida             | UAE Team Emirates        | no entregat              |

## Llista de participants
| Bora-Hansgrohe BOH | Bora-Hansgrohe BOH                 | Bora-Hansgrohe BOH |
| ------------------ | ---------------------------------- | ------------------ |
| Núm                | Ciclista                           | Pos                |
| 1                  | Maximilian Schachmann (GER) (ruta) | NP-4               |
| 2                  | Sam Bennett (IRL)                  | DNF-8              |
| 3                  | Felix Großschartner (AUT)          | DNF-1              |
| 4                  | Ryan Mullen (IRL) (ruta i crono)   | DNF-8              |
| 5                  | Nils Politt (GER)                  | NP-5               |
| 6                  | Danny van Poppel (NED)             | DNF-8              |
| 7                  | Aleksandr Vlàssov (RUS) (crono)    | DNF-8              |

| Cofidis COF | Cofidis COF                         | Cofidis COF |
| ----------- | ----------------------------------- | ----------- |
| Núm         | Ciclista                            | Pos         |
| 11          | Guillaume Martin (FRA)              | 9è          |
| 12          | Tom Bohli (SUI)                     | DNF-5       |
| 13          | Bryan Coquard (FRA)                 | DNF-8       |
| 14          | Rubén Fernández Andújar (ESP)       | DNF-6       |
| 15          | Simon Geschke (GER)                 | NP-6        |
| 16          | Ion Izagirre Insausti (ESP) (crono) | 7è          |
| 17          | Max Walscheid (GER)                 | NP-7        |

| Jumbo-Visma TJV | Jumbo-Visma TJV            | Jumbo-Visma TJV |
| --------------- | -------------------------- | --------------- |
| Núm             | Ciclista                   | Pos             |
| 21              | Primož Roglič (SLO)        | 1r              |
| 22              | Rohan Dennis (AUS) (crono) | DNF-8           |
| 23              | Steven Kruijswijk (NED)    | 26è             |
| 24              | Christophe Laporte (FRA)   | DNF-8           |
| 25              | Mike Teunissen (NED)       | DNF-7           |
| 26              | Wout van Aert (BEL) (ruta) | 32è             |
| 27              | Nathan Van Hooydonck (BEL) | DNF-8           |

| Arkéa-Samsic ARK | Arkéa-Samsic ARK           | Arkéa-Samsic ARK |
| ---------------- | -------------------------- | ---------------- |
| Núm              | Ciclista                   | Pos              |
| 31               | Nairo Quintana Rojas (COL) | 5è               |
| 32               | Amaury Capiot (BEL)        | NP-5             |
| 33               | Nicolas Edet (FRA)         | 36è              |
| 34               | Simon Guglielmi (FRA)      | 54è              |
| 35               | Matis Louvel (FRA)         | 56è              |
| 36               | Laurent Pichon (FRA)       | 40è              |
| 37               | Connor Swift (GBR)         | 43è              |

| Ineos Grenadiers IGD | Ineos Grenadiers IGD                 | Ineos Grenadiers IGD |
| -------------------- | ------------------------------------ | -------------------- |
| Núm                  | Ciclista                             | Pos                  |
| 41                   | Adam Yates (GBR)                     | 4t                   |
| 42                   | Andrey Amador Bikkazakova (CRC)      | 59è                  |
| 43                   | Omar Fraile Matarranz (ESP) (ruta)   | 42è                  |
| 44                   | Ethan Hayter (GBR) (crono)           | 45è                  |
| 45                   | Daniel Martínez Poveda (COL) (crono) | 3r                   |
| 46                   | Luke Rowe (GBR)                      | DNF-8                |
| 47                   | Dylan van Baarle (NED)               | 25è                  |

| Astana Qazaqstan Team AST | Astana Qazaqstan Team AST        | Astana Qazaqstan Team AST |
| ------------------------- | -------------------------------- | ------------------------- |
| Núm                       | Ciclista                         | Pos                       |
| 51                        | Samuele Battistella (ITA)        | DNF-3                     |
| 52                        | Stefan de Bod (RSA)              | DNF-7                     |
| 53                        | David de la Cruz Melgarejo (ESP) | NP-8                      |
| 54                        | Yevgeniy Fedorov (KAZ) (ruta)    | NP-7                      |
| 55                        | Fabio Felline (ITA)              | 28è                       |
| 56                        | Dmitri Grúzdev (KAZ)             | NP-6                      |
| 57                        | Yuriy Natarov (KAZ)              | DNF-3                     |

| Bahrain Victorious TBV | Bahrain Victorious TBV       | Bahrain Victorious TBV |
| ---------------------- | ---------------------------- | ---------------------- |
| Núm                    | Ciclista                     | Pos                    |
| 61                     | Sonny Colbrelli (ITA) (ruta) | NP-2                   |
| 62                     | Jack Haig (AUS)              | 6è                     |
| 63                     | Gino Mäder (SUI)             | NP-5                   |
| 64                     | Domen Novak (SLO)            | DNF-8                  |
| 65                     | Wout Poels (NED)             | 15è                    |
| 66                     | Luis León Sánchez Gil (ESP)  | DNF-5                  |
| 67                     | Fred Wright (GBR)            | 30è                    |

| Groupama-FDJ GFC | Groupama-FDJ GFC                   | Groupama-FDJ GFC |
| ---------------- | ---------------------------------- | ---------------- |
| Núm              | Ciclista                           | Pos              |
| 71               | David Gaudu (FRA)                  | NP-8             |
| 72               | Kevin Geniets (LUX) (ruta i crono) | NP-7             |
| 73               | Stefan Küng (SUI) (crono)          | 21è              |
| 74               | Olivier Le Gac (FRA)               | 48è              |
| 75               | Valentin Madouas (FRA)             | 51è              |
| 76               | Quentin Pacher (FRA)               | 19è              |
| 77               | Michael Storer (AUS)               | NP-7             |

| UAE Team Emirates UAD | UAE Team Emirates UAD            | UAE Team Emirates UAD |
| --------------------- | -------------------------------- | --------------------- |
| Núm                   | Ciclista                         | Pos                   |
| 81                    | Brandon McNulty (USA)            | 12è                   |
| 82                    | Alexys Brunel (FRA)              | DNF-5                 |
| 83                    | Finn Fisher-Black (NZL)          | 38è                   |
| 84                    | João Almeida (POR) (crono)       | 8è                    |
| 85                    | Sebastián Molano Benavides (COL) | DNF-8                 |
| 86                    | Jan Polanc (SLO)                 | DNF-6                 |
| 87                    | Matteo Trentin (ITA)             | NP-5                  |

| AG2R Citroën Team ACT | AG2R Citroën Team ACT        | AG2R Citroën Team ACT |
| --------------------- | ---------------------------- | --------------------- |
| Núm                   | Ciclista                     | Pos                   |
| 91                    | Ben O'Connor (AUS)           | NP-4                  |
| 92                    | Clément Champoussin (FRA)    | NP-5                  |
| 93                    | Stan Dewulf (BEL)            | DNF-5                 |
| 94                    | Dorian Godon (FRA)           | 34è                   |
| 95                    | Oliver Naesen (BEL)          | DNF-7                 |
| 96                    | Aurélien Paret-Peintre (FRA) | 10è                   |
| 97                    | Damien Touzé (FRA)           | NP-8                  |

| Trek-Segafredo TFS | Trek-Segafredo TFS     | Trek-Segafredo TFS |
| ------------------ | ---------------------- | ------------------ |
| Núm                | Ciclista               | Pos                |
| 101                | Bauke Mollema (NED)    | 18è                |
| 102                | Julien Bernard (FRA)   | 44è                |
| 103                | Markus Hoelgaard (NOR) | NP-6               |
| 104                | Alex Kirsch (LUX)      | 22è                |
| 105                | Mads Pedersen (DEN)    | 35è                |
| 106                | Jasper Stuyven (BEL)   | 37è                |
| 107                | Otto Vergaerde (BEL)   | DNF-8              |

| Quick-Step Alpha Vinyl QST | Quick-Step Alpha Vinyl QST | Quick-Step Alpha Vinyl QST |
| -------------------------- | -------------------------- | -------------------------- |
| Núm                        | Ciclista                   | Pos                        |
| 111                        | Fabio Jakobsen (NED)       | DNF-6                      |
| 112                        | Iljo Keisse (BEL)          | DNF-8                      |
| 113                        | Yves Lampaert (BEL)        | NP-5                       |
| 114                        | Michael Mørkøv (DEN)       | DNF-8                      |
| 115                        | Florian Sénéchal (FRA)     | DNF-7                      |
| 116                        | Zdeněk Štybar (CZE)        | NP-5                       |
| 117                        | Mauri Vansevenant (BEL)    | 20è                        |

| BikeExchange-Jayco BEX | BikeExchange-Jayco BEX  | BikeExchange-Jayco BEX |
| ---------------------- | ----------------------- | ---------------------- |
| Núm                    | Ciclista                | Pos                    |
| 121                    | Simon Yates (GBR)       | 2n                     |
| 122                    | Luke Durbridge (AUS)    | NP-6                   |
| 123                    | Dylan Groenewegen (NED) | NP-5                   |
| 124                    | Lucas Hamilton (AUS)    | NP-8                   |
| 125                    | Luka Mezgec (SLO)       | NP-8                   |
| 126                    | Nick Schultz (AUS)      | DNF-8                  |
| 127                    | Campbell Stewart (NZL)  | DNF-8                  |

| Movistar Team MOV | Movistar Team MOV             | Movistar Team MOV |
| ----------------- | ----------------------------- | ----------------- |
| Núm               | Ciclista                      | Pos               |
| 131               | Matteo Jorgenson (USA)        | NP-8              |
| 132               | Imanol Erviti Ollo (ESP)      | 39è               |
| 133               | Iván García Cortina (ESP)     | 46è               |
| 134               | Gorka Izagirre Insausti (ESP) | 29è               |
| 135               | Johan Jacobs (SUI)            | NP-8              |
| 136               | Gregor Mühlberger (AUT)       | DNF-8             |
| 137               | Albert Torres Barceló (ESP)   | 52è               |

| Team DSM DSM | Team DSM DSM               | Team DSM DSM |
| ------------ | -------------------------- | ------------ |
| Núm          | Ciclista                   | Pos          |
| 141          | Søren Kragh Andersen (DEN) | 17è          |
| 142          | Cees Bol (NED)             | DNF-7        |
| 143          | John Degenkolb (GER)       | 41è          |
| 144          | Nico Denz (GER)            | 58è          |
| 145          | Nils Eekhoff (NED)         | DNF-2        |
| 146          | Andreas Leknessund (NOR)   | 11è          |
| 147          | Kevin Vermaerke (USA)      | NP-5         |

| Lotto-Soudal LTS | Lotto-Soudal LTS         | Lotto-Soudal LTS |
| ---------------- | ------------------------ | ---------------- |
| Núm              | Ciclista                 | Pos              |
| 151              | Philippe Gilbert (BEL)   | DNF-8            |
| 152              | Steff Cras (BEL)         | 16è              |
| 153              | Thomas De Gendt (BEL)    | DNF-8            |
| 154              | Frederik Frison (BEL)    | 55è              |
| 155              | Sébastien Grignard (BEL) | DNF-8            |
| 156              | Matthew Holmes (GBR)     | NP-8             |
| 157              | Harm Vanhoucke (BEL)     | DNF-8            |

| EF Education-EasyPost EFE | EF Education-EasyPost EFE | EF Education-EasyPost EFE |
| ------------------------- | ------------------------- | ------------------------- |
| Núm                       | Ciclista                  | Pos                       |
| 161                       | Stefan Bissegger (SUI)    | NP-5                      |
| 162                       | Simon Carr (GBR)          | DNF-8                     |
| 163                       | Owain Doull (GBR)         | 47è                       |
| 164                       | Jens Keukeleire (BEL)     | NP-5                      |
| 165                       | Neilson Powless (USA)     | NP-5                      |
| 166                       | Julius van den Berg (NED) | 53è                       |
| 167                       | Łukasz Wiśniowski (POL)   | DNF-5                     |

| TotalEnergies TEN | TotalEnergies TEN        | TotalEnergies TEN |
| ----------------- | ------------------------ | ----------------- |
| Núm               | Ciclista                 | Pos               |
| 171               | Pierre Latour (FRA)      | 14è               |
| 172               | Niccolò Bonifazio (ITA)  | DNF-8             |
| 173               | Mathieu Burgaudeau (FRA) | 31è               |
| 174               | Fabien Doubey (FRA)      | 27è               |
| 175               | Geoffrey Soupe (FRA)     | NP-7              |
| 176               | Anthony Turgis (FRA)     | NP-7              |
| 177               | Alexis Vuillermoz (FRA)  | DNF-7             |

| Intermarché-Wanty-Gobert Matériaux IWG | Intermarché-Wanty-Gobert Matériaux IWG | Intermarché-Wanty-Gobert Matériaux IWG |
| -------------------------------------- | -------------------------------------- | -------------------------------------- |
| Núm                                    | Ciclista                               | Pos                                    |
| 181                                    | Biniam Girmay (ERI)                    | DNF-7                                  |
| 182                                    | Dimitri Claeys (BEL)                   | NP-7                                   |
| 183                                    | Aimé De Gendt (BEL)                    | DNF-6                                  |
| 184                                    | Baptiste Planckaert (BEL)              | NP-6                                   |
| 185                                    | Rein Taaramäe (EST) (crono)            | DNF-8                                  |
| 186                                    | Loïc Vliegen (BEL)                     | DNF-8                                  |
| 187                                    | Georg Zimmermann (GER)                 | 23è                                    |

| Israel-Premier Tech IPT | Israel-Premier Tech IPT         | Israel-Premier Tech IPT |
| ----------------------- | ------------------------------- | ----------------------- |
| Núm                     | Ciclista                        | Pos                     |
| 191                     | Carl Fredrik Hagen (NOR)        | NP-5                    |
| 192                     | Rudy Barbier (FRA)              | NP-2                    |
| 193                     | Guillaume Boivin (CAN) (ruta)   | NP-3                    |
| 194                     | Hugo Houle (CAN)                | 13è                     |
| 195                     | James Piccoli (CAN)             | NP-5                    |
| 196                     | Mads Würtz Schmidt (DEN) (ruta) | DNF-2                   |
| 197                     | Tom Van Asbroeck (BEL)          | NP-5                    |

| Alpecin-Fenix AFC | Alpecin-Fenix AFC       | Alpecin-Fenix AFC |
| ----------------- | ----------------------- | ----------------- |
| Núm               | Ciclista                | Pos               |
| 201               | Jasper Philipsen (BEL)  | NP-6              |
| 202               | Tobias Bayer (AUT)      | 50è               |
| 203               | Silvan Dillier (SUI)    | 33è               |
| 204               | Senne Leysen (BEL)      | 57è               |
| 205               | Jonas Rickaert (BEL)    | NP-5              |
| 206               | Kristian Sbaragli (ITA) | NP-5              |
| 207               | Jay Vine (AUS)          | NP-5              |

| B&B Hotels-KTM BBK | B&B Hotels-KTM BBK     | B&B Hotels-KTM BBK |
| ------------------ | ---------------------- | ------------------ |
| Núm                | Ciclista               | Pos                |
| 211                | Franck Bonnamour (FRA) | 24è                |
| 212                | Alexis Gougeard (FRA)  | DNF-8              |
| 213                | Victor Koretzky (FRA)  | 49è                |
| 214                | Jérémy Lecroq (FRA)    | NP-8               |
| 215                | Cyril Lemoine (FRA)    | DNF-8              |
| 216                | Luca Mozzato (ITA)     | DNF-8              |
| 217                | Jordi Warlop (BEL)     | DNF-6              |

| Bora-Hansgrohe BOH | Bora-Hansgrohe BOH                 | Bora-Hansgrohe BOH |
| ------------------ | ---------------------------------- | ------------------ |
| Núm                | Ciclista                           | Pos                |
| 1                  | Maximilian Schachmann (GER) (ruta) | NP-4               |
| 2                  | Sam Bennett (IRL)                  | DNF-8              |
| 3                  | Felix Großschartner (AUT)          | DNF-1              |
| 4                  | Ryan Mullen (IRL) (ruta i crono)   | DNF-8              |
| 5                  | Nils Politt (GER)                  | NP-5               |
| 6                  | Danny van Poppel (NED)             | DNF-8              |
| 7                  | Aleksandr Vlàssov (RUS) (crono)    | DNF-8              |

| Cofidis COF | Cofidis COF                         | Cofidis COF |
| ----------- | ----------------------------------- | ----------- |
| Núm         | Ciclista                            | Pos         |
| 11          | Guillaume Martin (FRA)              | 9è          |
| 12          | Tom Bohli (SUI)                     | DNF-5       |
| 13          | Bryan Coquard (FRA)                 | DNF-8       |
| 14          | Rubén Fernández Andújar (ESP)       | DNF-6       |
| 15          | Simon Geschke (GER)                 | NP-6        |
| 16          | Ion Izagirre Insausti (ESP) (crono) | 7è          |
| 17          | Max Walscheid (GER)                 | NP-7        |

| Jumbo-Visma TJV | Jumbo-Visma TJV            | Jumbo-Visma TJV |
| --------------- | -------------------------- | --------------- |
| Núm             | Ciclista                   | Pos             |
| 21              | Primož Roglič (SLO)        | 1r              |
| 22              | Rohan Dennis (AUS) (crono) | DNF-8           |
| 23              | Steven Kruijswijk (NED)    | 26è             |
| 24              | Christophe Laporte (FRA)   | DNF-8           |
| 25              | Mike Teunissen (NED)       | DNF-7           |
| 26              | Wout van Aert (BEL) (ruta) | 32è             |
| 27              | Nathan Van Hooydonck (BEL) | DNF-8           |

| Arkéa-Samsic ARK | Arkéa-Samsic ARK           | Arkéa-Samsic ARK |
| ---------------- | -------------------------- | ---------------- |
| Núm              | Ciclista                   | Pos              |
| 31               | Nairo Quintana Rojas (COL) | 5è               |
| 32               | Amaury Capiot (BEL)        | NP-5             |
| 33               | Nicolas Edet (FRA)         | 36è              |
| 34               | Simon Guglielmi (FRA)      | 54è              |
| 35               | Matis Louvel (FRA)         | 56è              |
| 36               | Laurent Pichon (FRA)       | 40è              |
| 37               | Connor Swift (GBR)         | 43è              |

| Ineos Grenadiers IGD | Ineos Grenadiers IGD                 | Ineos Grenadiers IGD |
| -------------------- | ------------------------------------ | -------------------- |
| Núm                  | Ciclista                             | Pos                  |
| 41                   | Adam Yates (GBR)                     | 4t                   |
| 42                   | Andrey Amador Bikkazakova (CRC)      | 59è                  |
| 43                   | Omar Fraile Matarranz (ESP) (ruta)   | 42è                  |
| 44                   | Ethan Hayter (GBR) (crono)           | 45è                  |
| 45                   | Daniel Martínez Poveda (COL) (crono) | 3r                   |
| 46                   | Luke Rowe (GBR)                      | DNF-8                |
| 47                   | Dylan van Baarle (NED)               | 25è                  |

| Astana Qazaqstan Team AST | Astana Qazaqstan Team AST        | Astana Qazaqstan Team AST |
| ------------------------- | -------------------------------- | ------------------------- |
| Núm                       | Ciclista                         | Pos                       |
| 51                        | Samuele Battistella (ITA)        | DNF-3                     |
| 52                        | Stefan de Bod (RSA)              | DNF-7                     |
| 53                        | David de la Cruz Melgarejo (ESP) | NP-8                      |
| 54                        | Yevgeniy Fedorov (KAZ) (ruta)    | NP-7                      |
| 55                        | Fabio Felline (ITA)              | 28è                       |
| 56                        | Dmitri Grúzdev (KAZ)             | NP-6                      |
| 57                        | Yuriy Natarov (KAZ)              | DNF-3                     |

| Bahrain Victorious TBV | Bahrain Victorious TBV       | Bahrain Victorious TBV |
| ---------------------- | ---------------------------- | ---------------------- |
| Núm                    | Ciclista                     | Pos                    |
| 61                     | Sonny Colbrelli (ITA) (ruta) | NP-2                   |
| 62                     | Jack Haig (AUS)              | 6è                     |
| 63                     | Gino Mäder (SUI)             | NP-5                   |
| 64                     | Domen Novak (SLO)            | DNF-8                  |
| 65                     | Wout Poels (NED)             | 15è                    |
| 66                     | Luis León Sánchez Gil (ESP)  | DNF-5                  |
| 67                     | Fred Wright (GBR)            | 30è                    |

| Groupama-FDJ GFC | Groupama-FDJ GFC                   | Groupama-FDJ GFC |
| ---------------- | ---------------------------------- | ---------------- |
| Núm              | Ciclista                           | Pos              |
| 71               | David Gaudu (FRA)                  | NP-8             |
| 72               | Kevin Geniets (LUX) (ruta i crono) | NP-7             |
| 73               | Stefan Küng (SUI) (crono)          | 21è              |
| 74               | Olivier Le Gac (FRA)               | 48è              |
| 75               | Valentin Madouas (FRA)             | 51è              |
| 76               | Quentin Pacher (FRA)               | 19è              |
| 77               | Michael Storer (AUS)               | NP-7             |

| UAE Team Emirates UAD | UAE Team Emirates UAD            | UAE Team Emirates UAD |
| --------------------- | -------------------------------- | --------------------- |
| Núm                   | Ciclista                         | Pos                   |
| 81                    | Brandon McNulty (USA)            | 12è                   |
| 82                    | Alexys Brunel (FRA)              | DNF-5                 |
| 83                    | Finn Fisher-Black (NZL)          | 38è                   |
| 84                    | João Almeida (POR) (crono)       | 8è                    |
| 85                    | Sebastián Molano Benavides (COL) | DNF-8                 |
| 86                    | Jan Polanc (SLO)                 | DNF-6                 |
| 87                    | Matteo Trentin (ITA)             | NP-5                  |

| AG2R Citroën Team ACT | AG2R Citroën Team ACT        | AG2R Citroën Team ACT |
| --------------------- | ---------------------------- | --------------------- |
| Núm                   | Ciclista                     | Pos                   |
| 91                    | Ben O'Connor (AUS)           | NP-4                  |
| 92                    | Clément Champoussin (FRA)    | NP-5                  |
| 93                    | Stan Dewulf (BEL)            | DNF-5                 |
| 94                    | Dorian Godon (FRA)           | 34è                   |
| 95                    | Oliver Naesen (BEL)          | DNF-7                 |
| 96                    | Aurélien Paret-Peintre (FRA) | 10è                   |
| 97                    | Damien Touzé (FRA)           | NP-8                  |

| Trek-Segafredo TFS | Trek-Segafredo TFS     | Trek-Segafredo TFS |
| ------------------ | ---------------------- | ------------------ |
| Núm                | Ciclista               | Pos                |
| 101                | Bauke Mollema (NED)    | 18è                |
| 102                | Julien Bernard (FRA)   | 44è                |
| 103                | Markus Hoelgaard (NOR) | NP-6               |
| 104                | Alex Kirsch (LUX)      | 22è                |
| 105                | Mads Pedersen (DEN)    | 35è                |
| 106                | Jasper Stuyven (BEL)   | 37è                |
| 107                | Otto Vergaerde (BEL)   | DNF-8              |

| Quick-Step Alpha Vinyl QST | Quick-Step Alpha Vinyl QST | Quick-Step Alpha Vinyl QST |
| -------------------------- | -------------------------- | -------------------------- |
| Núm                        | Ciclista                   | Pos                        |
| 111                        | Fabio Jakobsen (NED)       | DNF-6                      |
| 112                        | Iljo Keisse (BEL)          | DNF-8                      |
| 113                        | Yves Lampaert (BEL)        | NP-5                       |
| 114                        | Michael Mørkøv (DEN)       | DNF-8                      |
| 115                        | Florian Sénéchal (FRA)     | DNF-7                      |
| 116                        | Zdeněk Štybar (CZE)        | NP-5                       |
| 117                        | Mauri Vansevenant (BEL)    | 20è                        |

| BikeExchange-Jayco BEX | BikeExchange-Jayco BEX  | BikeExchange-Jayco BEX |
| ---------------------- | ----------------------- | ---------------------- |
| Núm                    | Ciclista                | Pos                    |
| 121                    | Simon Yates (GBR)       | 2n                     |
| 122                    | Luke Durbridge (AUS)    | NP-6                   |
| 123                    | Dylan Groenewegen (NED) | NP-5                   |
| 124                    | Lucas Hamilton (AUS)    | NP-8                   |
| 125                    | Luka Mezgec (SLO)       | NP-8                   |
| 126                    | Nick Schultz (AUS)      | DNF-8                  |
| 127                    | Campbell Stewart (NZL)  | DNF-8                  |

| Movistar Team MOV | Movistar Team MOV             | Movistar Team MOV |
| ----------------- | ----------------------------- | ----------------- |
| Núm               | Ciclista                      | Pos               |
| 131               | Matteo Jorgenson (USA)        | NP-8              |
| 132               | Imanol Erviti Ollo (ESP)      | 39è               |
| 133               | Iván García Cortina (ESP)     | 46è               |
| 134               | Gorka Izagirre Insausti (ESP) | 29è               |
| 135               | Johan Jacobs (SUI)            | NP-8              |
| 136               | Gregor Mühlberger (AUT)       | DNF-8             |
| 137               | Albert Torres Barceló (ESP)   | 52è               |

| Team DSM DSM | Team DSM DSM               | Team DSM DSM |
| ------------ | -------------------------- | ------------ |
| Núm          | Ciclista                   | Pos          |
| 141          | Søren Kragh Andersen (DEN) | 17è          |
| 142          | Cees Bol (NED)             | DNF-7        |
| 143          | John Degenkolb (GER)       | 41è          |
| 144          | Nico Denz (GER)            | 58è          |
| 145          | Nils Eekhoff (NED)         | DNF-2        |
| 146          | Andreas Leknessund (NOR)   | 11è          |
| 147          | Kevin Vermaerke (USA)      | NP-5         |

| Lotto-Soudal LTS | Lotto-Soudal LTS         | Lotto-Soudal LTS |
| ---------------- | ------------------------ | ---------------- |
| Núm              | Ciclista                 | Pos              |
| 151              | Philippe Gilbert (BEL)   | DNF-8            |
| 152              | Steff Cras (BEL)         | 16è              |
| 153              | Thomas De Gendt (BEL)    | DNF-8            |
| 154              | Frederik Frison (BEL)    | 55è              |
| 155              | Sébastien Grignard (BEL) | DNF-8            |
| 156              | Matthew Holmes (GBR)     | NP-8             |
| 157              | Harm Vanhoucke (BEL)     | DNF-8            |

| EF Education-EasyPost EFE | EF Education-EasyPost EFE | EF Education-EasyPost EFE |
| ------------------------- | ------------------------- | ------------------------- |
| Núm                       | Ciclista                  | Pos                       |
| 161                       | Stefan Bissegger (SUI)    | NP-5                      |
| 162                       | Simon Carr (GBR)          | DNF-8                     |
| 163                       | Owain Doull (GBR)         | 47è                       |
| 164                       | Jens Keukeleire (BEL)     | NP-5                      |
| 165                       | Neilson Powless (USA)     | NP-5                      |
| 166                       | Julius van den Berg (NED) | 53è                       |
| 167                       | Łukasz Wiśniowski (POL)   | DNF-5                     |

| TotalEnergies TEN | TotalEnergies TEN        | TotalEnergies TEN |
| ----------------- | ------------------------ | ----------------- |
| Núm               | Ciclista                 | Pos               |
| 171               | Pierre Latour (FRA)      | 14è               |
| 172               | Niccolò Bonifazio (ITA)  | DNF-8             |
| 173               | Mathieu Burgaudeau (FRA) | 31è               |
| 174               | Fabien Doubey (FRA)      | 27è               |
| 175               | Geoffrey Soupe (FRA)     | NP-7              |
| 176               | Anthony Turgis (FRA)     | NP-7              |
| 177               | Alexis Vuillermoz (FRA)  | DNF-7             |

| Intermarché-Wanty-Gobert Matériaux IWG | Intermarché-Wanty-Gobert Matériaux IWG | Intermarché-Wanty-Gobert Matériaux IWG |
| -------------------------------------- | -------------------------------------- | -------------------------------------- |
| Núm                                    | Ciclista                               | Pos                                    |
| 181                                    | Biniam Girmay (ERI)                    | DNF-7                                  |
| 182                                    | Dimitri Claeys (BEL)                   | NP-7                                   |
| 183                                    | Aimé De Gendt (BEL)                    | DNF-6                                  |
| 184                                    | Baptiste Planckaert (BEL)              | NP-6                                   |
| 185                                    | Rein Taaramäe (EST) (crono)            | DNF-8                                  |
| 186                                    | Loïc Vliegen (BEL)                     | DNF-8                                  |
| 187                                    | Georg Zimmermann (GER)                 | 23è                                    |

| Israel-Premier Tech IPT | Israel-Premier Tech IPT         | Israel-Premier Tech IPT |
| ----------------------- | ------------------------------- | ----------------------- |
| Núm                     | Ciclista                        | Pos                     |
| 191                     | Carl Fredrik Hagen (NOR)        | NP-5                    |
| 192                     | Rudy Barbier (FRA)              | NP-2                    |
| 193                     | Guillaume Boivin (CAN) (ruta)   | NP-3                    |
| 194                     | Hugo Houle (CAN)                | 13è                     |
| 195                     | James Piccoli (CAN)             | NP-5                    |
| 196                     | Mads Würtz Schmidt (DEN) (ruta) | DNF-2                   |
| 197                     | Tom Van Asbroeck (BEL)          | NP-5                    |

| Alpecin-Fenix AFC | Alpecin-Fenix AFC       | Alpecin-Fenix AFC |
| ----------------- | ----------------------- | ----------------- |
| Núm               | Ciclista                | Pos               |
| 201               | Jasper Philipsen (BEL)  | NP-6              |
| 202               | Tobias Bayer (AUT)      | 50è               |
| 203               | Silvan Dillier (SUI)    | 33è               |
| 204               | Senne Leysen (BEL)      | 57è               |
| 205               | Jonas Rickaert (BEL)    | NP-5              |
| 206               | Kristian Sbaragli (ITA) | NP-5              |
| 207               | Jay Vine (AUS)          | NP-5              |

| B&B Hotels-KTM BBK | B&B Hotels-KTM BBK     | B&B Hotels-KTM BBK |
| ------------------ | ---------------------- | ------------------ |
| Núm                | Ciclista               | Pos                |
| 211                | Franck Bonnamour (FRA) | 24è                |
| 212                | Alexis Gougeard (FRA)  | DNF-8              |
| 213                | Victor Koretzky (FRA)  | 49è                |
| 214                | Jérémy Lecroq (FRA)    | NP-8               |
| 215                | Cyril Lemoine (FRA)    | DNF-8              |
| 216                | Luca Mozzato (ITA)     | DNF-8              |
| 217                | Jordi Warlop (BEL)     | DNF-6              |